# Ackommodation (religion)
Ackommodation (av latinets ad, till, och commodum, fördel, bekvämlighet) är en anpassning av ens egen lära efter en annans förutsättningar och situation. I teologisk betydelse skiljer man mellan en formell eller negativ ackommodation, som endast gäller sättet för en läras överföring, och en materiell eller positiv ackommodation, som syftar på lärans innehåll.
Formell ackommodation sker när läraren försöker tala till åhörarna utifrån deras begreppsuppfattning och tankegångar. Förkunnaren lånar föreställningar, i vilka han lägger in en ny och högre mening, och höjer på så sätt så småningom lärjungarna upp till sin nivå. Men om läraren, för att inte komplicera budskapet för sina åhörare, med avsikt hemlighåller vissa sanningar och i sitt föredrag upptager andras falska föreställningar, så kallas detta en materiell ackommodation.
Johann Salomo Semler, i spetsen för 1700-talets tyska upplysningsrationalister, ställde i den så kallade ackommodationsteorin upp påståendet, att Jesus i sina läror om exempelvis änglar och djävlar hade anpassat sig till samtida judiska uppfattningar. Salmer ansåg att dessa lärosatser inte utgjorde Jesus sanna lära, utan borde rensas ut ur förkunnelsen.